# Non (chleb)
Non – uzbecki płaski i okrągły chleb wypiekany w tradycyjnych glinianych piecach zwanych tandyr, przyklejany do wewnętrznych ścianek pieca, przez co powierzchnia chleba jest udekorowana odciśniętym wzorem.